# Sympycnus magnificus
Sympycnus magnificus är en tvåvingeart som beskrevs av Octave Parent 1935. Sympycnus magnificus ingår i släktet Sympycnus och familjen styltflugor. Inga underarter finns listade i Catalogue of Life.